# Catocala benjamini
Catocala benjamini (tên tiếng Anh: Benjamin's Underwing) là một loài bướm đêm thuộc họ Erebidae. Nó được tìm thấy ở Arizona, Nevada, miền nam California và miền nam Utah.

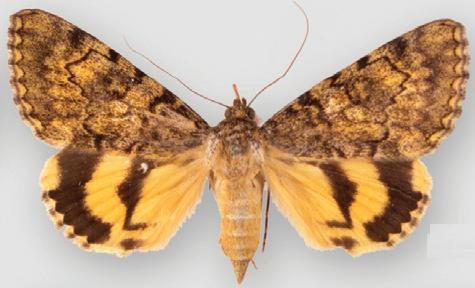
Catocala benjamini ute

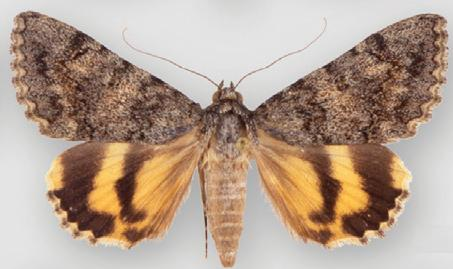
Catocala benjamini jumpi

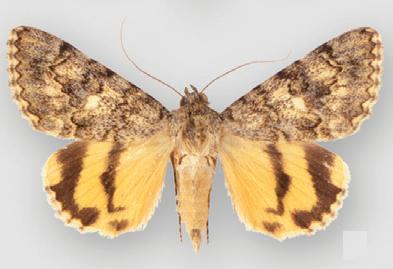
Catocala benjamini mayhewi

Catocala benjamini was formerly considered to be a subspecies của Catocala andromache.
Con trưởng thành bay vào tháng 6. Có thể có một lứa một năm.
Ấu trùng ăn Quercus gambelli.

## Phụ loài
- Catocala benjamini benjamini (đông nam California, Arizona, phía nam Nevada, và tây nam Utah)
- Catocala benjamini mayhewi Hawks, 2010 (dọc theo sườn đối diện sa mạc của Laguna, Santa Rosa, San Jacinto, San Bernardino, dãy núi San Gabriel và dãy núi Little San Bernardino ở Nam California)
- Catocala benjamini jumpi Hawks, 2010 (dãy núi Kofa, Arizona)
- Catocala benjamini ute Peacock & Wagner, 2009 (các hạt Grand và San Juan đông nam Utah)